# Dorfkirche Nitzow

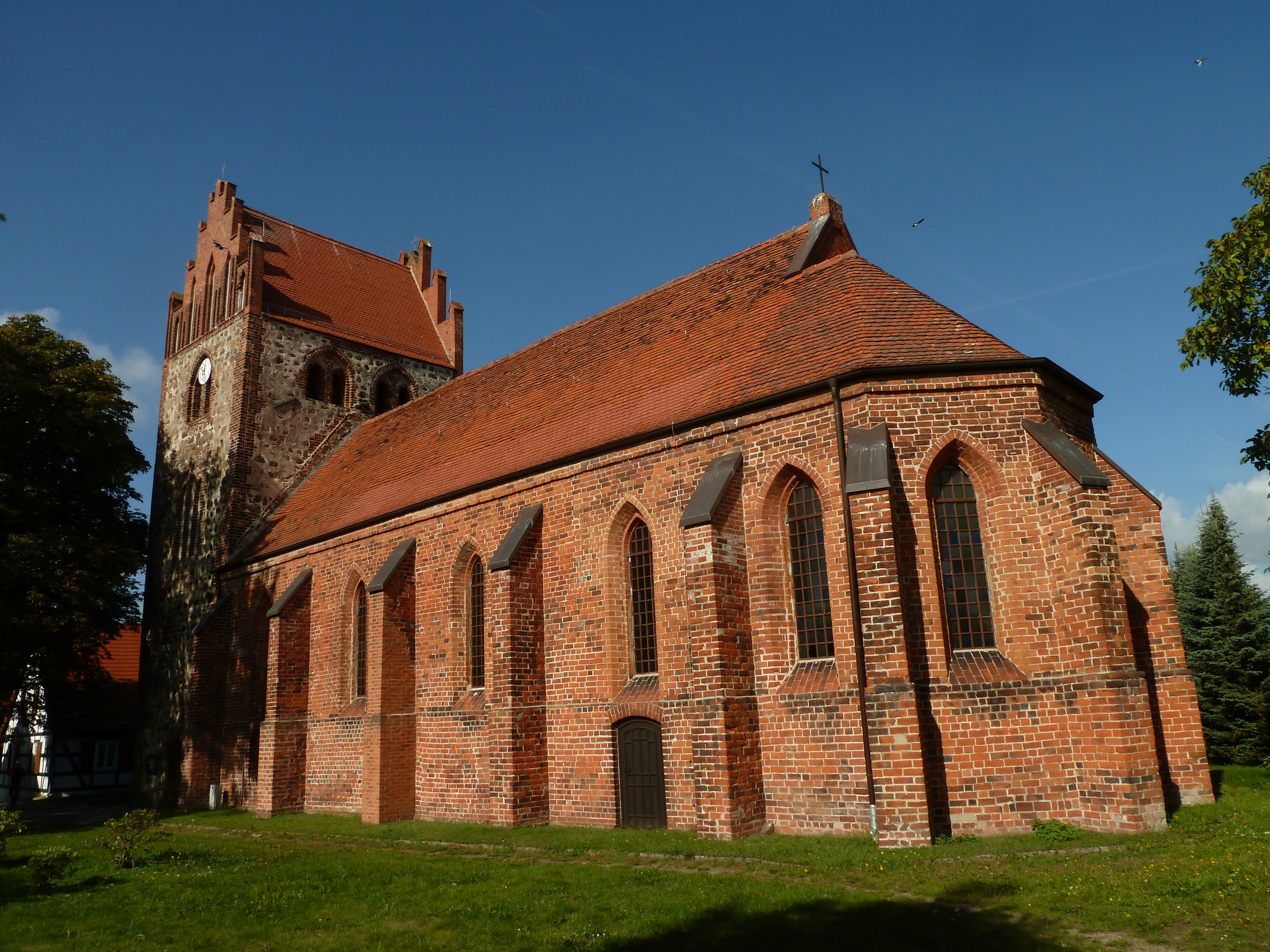
Dorfkirche Nitzow

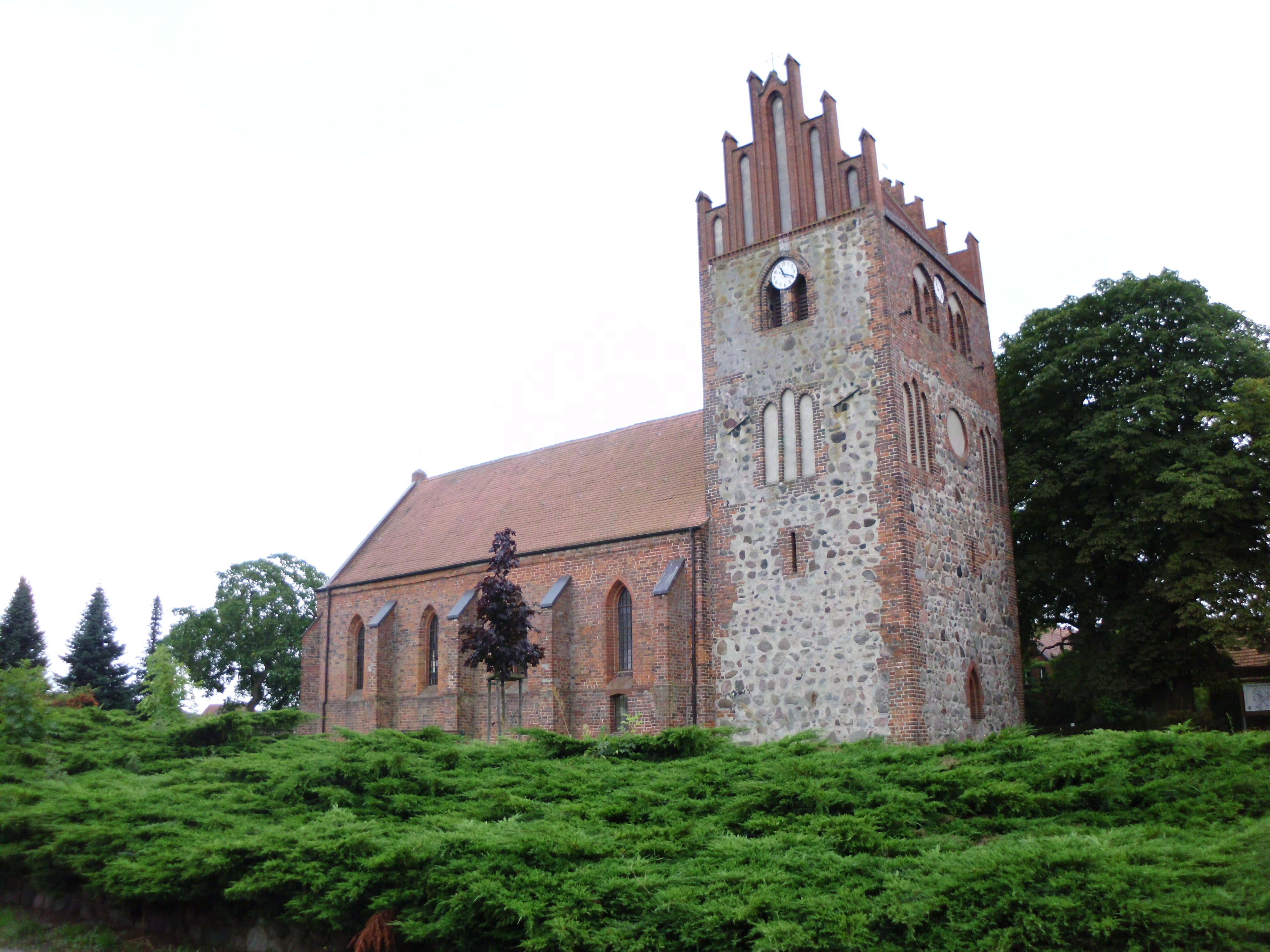
Nordseite

Die evangelische Dorfkirche Nitzow ist eine spätgotische Backsteinkirche im Ortsteil Nitzow von Havelberg im Landkreis Stendal in Sachsen-Anhalt. Sie gehört zur Evangelischen St.-Marien-St.-Laurentius-Gemeinde Havelberg im Kirchenkreis Prignitz der Evangelischen Kirche Berlin-Brandenburg-schlesische Oberlausitz.

## Geschichte und Architektur
Die Dorfkirche Nitzow ist ein spätgotischer Backsteinbau, der wohl aus dem 15. Jahrhundert stammt. Das gestreckte, ursprünglich vermutlich zweischiffige Langhaus schließt mit einem Fünfachtelschluss, der aus der Langhausachse verschoben ist und mit der Südmauer fluchtet. Der Westturm aus Feldstein- und Backsteinmauerwerk stammt vermutlich von einem Vorgängerbau und ist  mit schlanken spitzbogigen Blendengruppen und gekuppelten Schallöffnungen in Spitzbogenblenden gegliedert. Das Bauwerk ist mit Strebepfeilern an Schiff und Polygon versehen und zeigt schlichte Spitzbogenfenster. Das Schiff wird durch Portale an der Südseite erschlossen.
Im Jahr 1860 fand eine umfassende Erneuerung statt, bei der das Hauptgesims, der östliche Schiffsgiebel und die getreppten Turmgiebel erneuert wurden. Das Bauwerk erlitt schwere Beschädigungen im Zweiten Weltkrieg und wurde ab 1954 instand gesetzt. Das Kirchendach wurde 1990 erneuert. Eine weitere umfangreiche Sanierung konnte besonders in den Jahren 1997 und 1998 durchgeführt werden. Unter der Empore wurde eine Winterkirche mit Teeküche eingerichtet.
Das Gewölbe im Innern des Schiffes wurde bereits nach Einsturz im Dreißigjährigen Krieg durch eine Flachdecke ersetzt. Im Polygon ist noch das gotische Rippengewölbe auf dreieckigen Diensten erhalten. Über einen gedrückten rundbogigen Triumphbogen ist das Schiff mit dem Chor verbunden. Im östlichen Bereich der Nordwand des Schiffes ist eine Piscina erhalten.

## Ausstattung
Ein zweigeschossiger Altaraufsatz aus der Zeit um 1660 wurde in den Jahren 1860 und 1958 restauriert. Er zeigt ein Gemälde mit dem Abendmahl und Wangen im Ohrmuschelstil. Eine hölzerne Kanzel aus dem Jahr 1607 wurde ebenfalls 1958 restauriert und besitzt einen Korb, der auf einer achteckigen Stütze ruht. Die Gemälde in den Füllungen stellen Christus, drei Evangelisten mit Buch und Lukas mit einer Palette dar. Eine Bronzeglocke wurde um 1410 gegossen, drei weitere im Jahr 1965. Die Orgel war ein Werk aus dem 19. Jahrhundert und wurde wegen schwerer Beschädigungen im Jahr 2002 durch ein elektronisches Instrument ersetzt.